# Union de la jeunesse eurasienne

Drapeau de l'Union de la jeunesse eurasienne.

L'Union de la jeunesse eurasienne (en russe: Евразийский союз молодёжи; ЕСМ) une organisation politique anti-européenne traditionaliste russe, la branche jeunesse du Parti Eurasie dirigé par Alexandre Douguine. L'organisation a des branches dans plusieurs pays. En 2011, le gouvernement ukrainien a qualifié l'ECM d'organisation extrémiste anti-ukrainienne, reconnu coupable d'une série d'infractions de vandalisme et l'a interdit en Ukraine.

## Idéologie
Selon certains observateurs, l'ECM a été créée en réaction à la révolution orange en Ukraine et au rôle joué par la jeune génération. Il est suggéré que ECM représente une opposition à l'organisation de jeunesse ukrainienne PORA.
L'idéologie eurasiste du début du XXe siècle d'une partie de l'émigration russe et du néo-eurasisme moderne développé par Alexandre Douguine a été déclarée l'idéologie principale de l'organisation. Son idéologie met également en évidence le nationalisme russe et l'impérialisme, appelle à la création d'un nouvel empire eurasien centré sur la Russie. Sur son site Web, le mouvement a déclaré que l'Occident, et en particulier les États-Unis, était son principal opposant et l'a qualifié de « mal principal » :
« Notre Union a un ennemi absolu. Ce sont les USA. C'est le début et la fin de notre haine ».
Dans sa politique interne, l'ECM soutient le gouvernement russe actuel, en particulier son président Vladimir Poutine. Certains prétendent également que le mouvement reçoit un soutien tacite du gouvernement russe désireux de voir un mouvement s'opposer à la possibilité d'une révolution orange en Russie.

## Activités
En Russie, l'ECM s'est alliée à des organisations telles que le Front national-bolchévique, le Mouvement contre l'immigration illégale et d'autres groupes de ce type. Il organise et participe aux marches russes annuelles en Russie et dans d'autres pays de l'Europe de l'Est. Très souvent, ces marches sont accompagnées de violence, notamment en Ukraine. Après la révolution orange en Ukraine en 2004, l'ECM a créé des succursales dans plusieurs villes ukrainiennes et a exprimé ses critiques acerbes à l'égard du gouvernement ukrainien pro-occidental. L'ECM était responsable d'une série d'attaques contre des biens et des organisations qu'ils considéraient comme pro-occidentales. Il a organisé des attaques contre plusieurs services de sécurité ukrainiens et des monuments commémorant les anciens combattants de l'armée insurrectionnelle ukrainienne. La plus importante de ces attaques qui a retenu l'attention du pays a été la profanation de symboles de l'État ukrainien sur le mont Hoverla en octobre 2007.
Le vandalisme de l'organisation et sa position antigouvernementale acerbe ont été largement condamnés par les médias ukrainiens et ont provoqué une réaction de différentes organisations ukrainiennes à orientation opposée. Plusieurs menaces ont été proférées à l'encontre de l'organisation et de ses membres et un incendie criminel a été recensé aux bureaux de l'ECM à Moscou.

## Interdiction
En 2011, un tribunal ukrainien a interdit l'ECM et ses dirigeants, Douguine et Zarifoulline, ont été déclarés personae non grata en Ukraine. En juin 2015, le Canada a ajouté l'organisation à sa liste d'entités sanctionnées.

## Critiques
Le Centre Sova (en) dans sa classification classe l'ECM comme « le voisin idéologique » des nationalistes russes radicaux. Dans le même temps, les eurasistes déclarent que le centre Sova ne peut évaluer objectivement les organisations patriotiques de la Russie, car il est financé par les États-Unis.
Certains médias russes, et ukrainiens,, l'Association des organisations et communautés juives d'Ukraine, le Groupe des droits de l'homme de Kharkiv (en), Galina Kozhevnikova (en) et Tatyana Stanovskaya considèrent l'ECM comme une organisation radicale.